# Gryssjöhöljan
Gryssjöhöljan är en sjö i Bollnäs kommun i Hälsingland och ingår i Testeboåns huvudavrinningsområde.